# Rüsselfinger

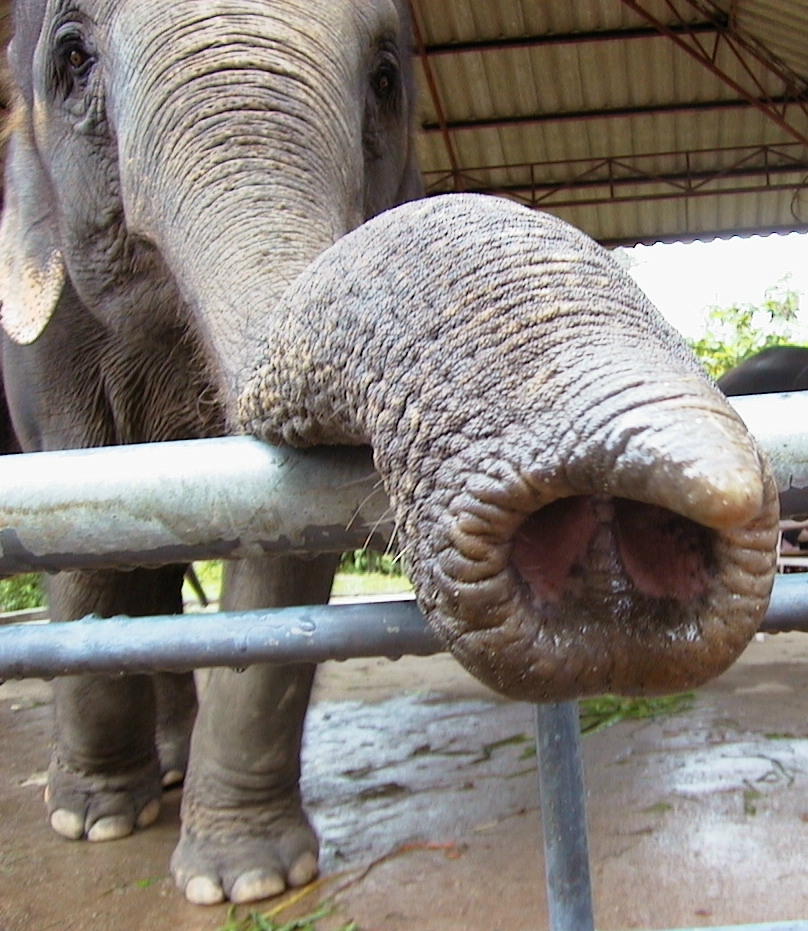
Rüssel eines Asiatischen Elefanten mit dem Rüsselfinger

Rüsselfinger werden in der Zoologie die Fortsätze am unteren Ende des Rüssels der Elefanten genannt. Sie dienen in feinmotorischer Hinsicht als Greifwerkzeug. Die Anzahl der Rüsselfinger ist bei den einzelnen Elefantenarten unterschiedlich:
Die beiden Arten der Afrikanischen Elefanten (Steppenelefant, Loxodonta  africana, und Waldelefant, Loxodonta cyclotis) besitzen jeweils zwei Rüsselfinger, die senkrecht übereinander liegen. Funktionell, nicht anatomisch, sind sie etwa nach Art von menschlicher Ober- und Unterlippe angeordnet. Der Asiatische Elefant (Elephas maximus) besitzt nur einen Rüsselfinger, der funktionell in der Position einer Oberlippe liegt.
Die anatomische Übereinstimmung hinsichtlich der Rüsselfinger ist neben zahlreichen anderen Merkmalen einer der Gründe, warum die zoologische Systematik die beiden afrikanischen Elefantenarten ein und derselben Gattung (Loxodonta) zuordnet und die asiatische Art einer anderen (Elephas).